# Sabine Heinrich

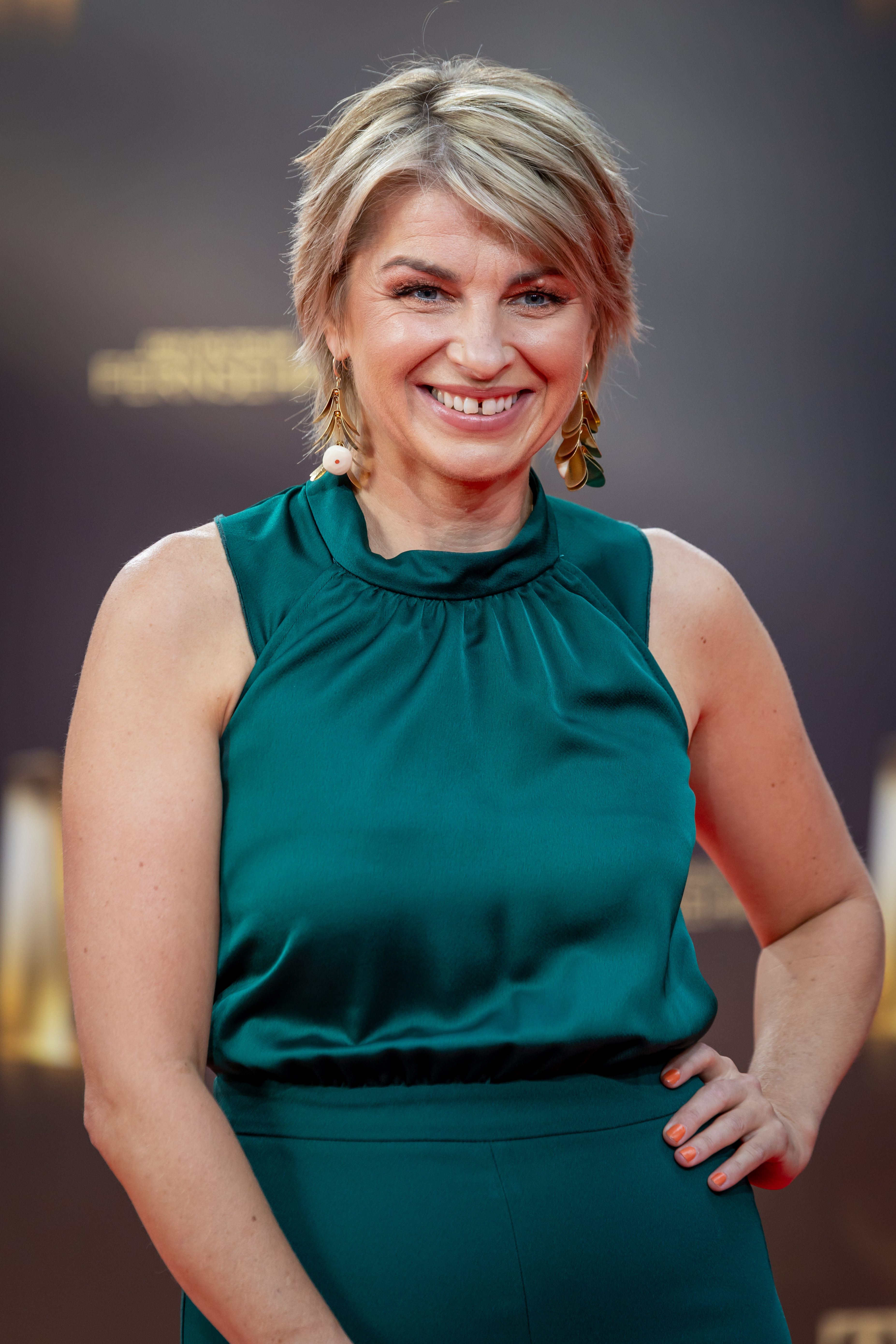
Sabine Heinrich (2023)

Sabine Heinrich (* 27. Dezember 1976 in Unna) ist eine deutsche Hörfunk- und Fernsehmoderatorin.

## Karriere

### Hörfunk
Sabine Heinrich arbeitete zunächst als Redakteurin und Moderatorin bei verschiedenen Tageszeitungen und Hörfunksendern. Von 2001 an war sie Moderatorin beim Hörfunksender 1Live. Dort moderierte sie die nach ihr benannte Vormittagssendung 1Live mit Frau Heinrich. Im März 2016 wurde bekanntgegeben, dass sie 1Live nach 15 Jahren verlassen werde. Seit Juli 2016 moderiert sie verschiedene Sendungen bei WDR 2, darunter das WDR 2 Morgenmagazin.

### Fernsehen
2006 war sie gemeinsam mit Thorsten Schorn in der zehnteiligen Live-Show Schorn und Heinrich im WDR Fernsehen zu sehen. 2008 moderierte sie ebenfalls im WDR Fernsehen die Aftershowparty zur 1Live Krone. 2010 moderierte sie gemeinsam mit Matthias Opdenhövel die Echoverleihung im Ersten sowie die Sendung Unser Star für Oslo auf ProSieben sowie im Ersten die deutsche Vorentscheidung zum Eurovision Song Contest 2010 in Oslo. Am Abend des Eurovision Song Contests moderierte das Duo ebenfalls die Vorberichterstattung im Ersten und im Anschluss die Grand-Prix-Party. Die Vorentscheidung zum Eurovision Song Contest 2011, Unser Song für Deutschland, moderierte sie erneut gemeinsam mit Opdenhövel. Ab Mitte 2010 gehörte Heinrich zum Team der Außenreporter bei der WDR-Sendung Zimmer frei!. Zudem moderierte sie beim öffentlich-rechtlichen Digitalsender Einsfestival das tägliche Magazin Einsweiter.
Ab September 2011 hatte sie eine wöchentliche Gesprächssendung auf Einsfestival, den 1Live Talk mit Frau Heinrich. Ab 2011 begleitete sie Ludger Stratmann als Co-Gastgeberin auf einzelnen Etappen in der Sendung Stratmann wandert. In der Serie Unser Land in den 70ern des WDR-Fernsehens übernahm sie die Folge zum Jahr 1976, ihrem Geburtsjahr. Seit Juli 2021 moderiert Heinrich die Quizsendung Das große Deutschland-Quiz im ZDF.

#### Fortlaufend
- seit 2008: 1Live Krone, WDR Fernsehen
- seit 2013: Frau Heinrich kommt – Die tragbare Show, WDR Fernsehen[3]
- seit 2014: FrauTV im Wechsel mit Lisa Ortgies
- seit 2020: Podcast Hirn & Heinrich – der Wissenspodcast des DZNE
- seit 2020: Nicht dein Ernst! mit Jürgen von der Lippe, WDR Fernsehen[4]
- seit 2021: Das große Deutschland-Quiz, ZDF[5]

#### Ehemals/Einmalig
- 2006: Schorn und Heinrich, WDR Fernsehen
- 2010: ECHO 2010, Das Erste
- 2010: Unser Star für Oslo, Das Erste/ProSieben
- 2011: Unser Song für Deutschland, Das Erste/ProSieben
- 2011: Einsweiter, Einsfestival
- 2011–2012: 1Live Talk mit Frau Heinrich, Einsfestival
- 2013: Gewissensbisse – Frau Heinrich und die 7 Todsünden, Einsfestival
- 2014: Eurovision Young Musicians 2014, WDR Fernsehen
- 2014: TV Noir, als Gäste Tex und Götz Alsmann, ZDFkultur
- 2015: Die Wiwaldi Show, als Gast, Das Erste[6]
- 2016: Auf der Suche… – Sabine Heinrich, WDR Fernsehen[7]
- 2017: Das Jahr der Helden – 1976 (Reihe: Unser Land in den 70ern), WDR Fernsehen[8]
- 2018: Zurück in die Zukunft – 1985 (Reihe: Unser Land in den 80ern), WDR Fernsehen[9]
- 2023: Buchstäblich leben! Meine Reise zum Lesen und Schreiben, ZDF[10]

### Schriftstellerische Tätigkeit
- Sehnsucht ist ein Notfall. [Erstlingsroman]. Kiepenheuer und Witsch, Köln 2014, ISBN 978-3-462-04621-2 (Buch), ISBN 978-3-462-30774-0 (E-Book).

### Ehrenamt
2018 übernahm sie die Aufgabe einer Jurorin und „Ehrenamtspatin“ anlässlich des Kölner Ehrenamtspreises.

### Auszeichnungen
Am 9. Oktober 2010 gewann Unser Star für Oslo, u. a. mit Sabine Heinrich, den Deutschen Fernsehpreis 2010 in der Kategorie Beste Unterhaltungssendung. Am 8. September 2011 erhielt sie für ihre Sendung 1Live mit Frau Heinrich den Deutschen Radiopreis 2011 in der Kategorie Beste Moderatorin. 2024 erhielt sie den Deutschen Fernsehpreis in der Kategorie Bestes Factual Entertainment für ihre Reportage Buchstäblich leben!, die Menschen mit Dyslexie begleitet.

## Privatleben
Im Dezember 2015 brachte sie ihr erstes Kind zur Welt.